# Vishvakarma
 (avril 2025).
La mise en forme du texte ne suit pas les recommandations de Wikipédia : il faut le « wikifier ».
Les points d'amélioration suivants sont les cas les plus fréquents. Le détail des points à revoir est peut-être précisé sur la page de discussion.
- Les titres sont pré-formatés par le logiciel. Ils ne sont ni en capitales, ni en gras.
- Le texte ne doit pas être écrit en capitales (les noms de famille non plus), ni en gras, ni en italique, ni en « petit »…
- Le gras n'est utilisé que pour surligner le titre de l'article dans l'introduction, une seule fois.
- L'italique est rarement utilisé : mots en langue étrangère, titres d'œuvres, noms de bateaux, etc.
- Les citations ne sont pas en italique mais en corps de texte normal. Elles sont entourées par des guillemets français : « et ».
- Les listes à puces sont à éviter, des paragraphes rédigés étant largement préférés. Les tableaux sont à réserver à la présentation de données structurées (résultats, etc.).
- Les appels de note de bas de page (petits chiffres en exposant, introduits par l'outil «  Source ») sont à placer entre la fin de phrase et le point final[comme ça].
- Les liens internes (vers d'autres articles de Wikipédia) sont à choisir avec parcimonie. Créez des liens vers des articles approfondissant le sujet. Les termes génériques sans rapport avec le sujet sont à éviter, ainsi que les répétitions de liens vers un même terme.
- Les liens externes sont à placer uniquement dans une section « Liens externes », à la fin de l'article. Ces liens sont à choisir avec parcimonie suivant les règles définies. Si un lien sert de source à l'article, son insertion dans le texte est à faire par les notes de bas de page.
- La présentation des références doit suivre les conventions bibliographiques. Il est recommandé d'utiliser les modèles {{Ouvrage}}, {{Chapitre}}, {{Article}}, {{Lien web}} et/ou {{Bibliographie}}. Le mode d'édition visuel peut mettre en forme automatiquement les références.
- Insérer une infobox (cadre d'informations à droite) n'est pas obligatoire pour parachever la mise en page.

Pour une aide détaillée, merci de consulter Aide:Wikification.
Si vous pensez que ces points ont été résolus, vous pouvez retirer ce bandeau et améliorer la mise en forme d'un autre article.
 (novembre 2007).
Si vous disposez d'ouvrages ou d'articles de référence ou si vous connaissez des sites web de qualité traitant du thème abordé ici, merci de compléter l'article en donnant les références utiles à sa vérifiabilité et en les liant à la section « Notes et références ».
Vishvakarma, parmi les divinités du Sanatana Dharma (hindouisme), (sanscrit विश्वकर्मा viśvá-karman « littéralement : « faire toutes les actions ») est l’architecte de l’Univers. Il est considéré comme l’architecte divin et le constructeur des palais des dieux. Il est également celui qui a fabriqué les chars des dieux ainsi que leurs armes. Il a également créé l'apsara Tilottama.

## Histoire
Vishvakarma est à l’origine du Sthapatyaveda, un Upaveda qui traite de l’art de construire. Dans le Ramayana, on lui attribue également la construction de l’île de Lanka pour les Rakshasa (démons).
Vishvakarma a fabriqué deux arcs divins. Il a donné Sharanga à Lord Vishnu et Pinaka à Lord Shiva.

## Représentation
La divinité est représentée avec quatre mains, porte une couronne, des bijoux en or. Il tient un pot, un livre, un nœud coulant et des outils d’artisan dans ses mains. On le représente habituellement habillé de blanc.

## Famille

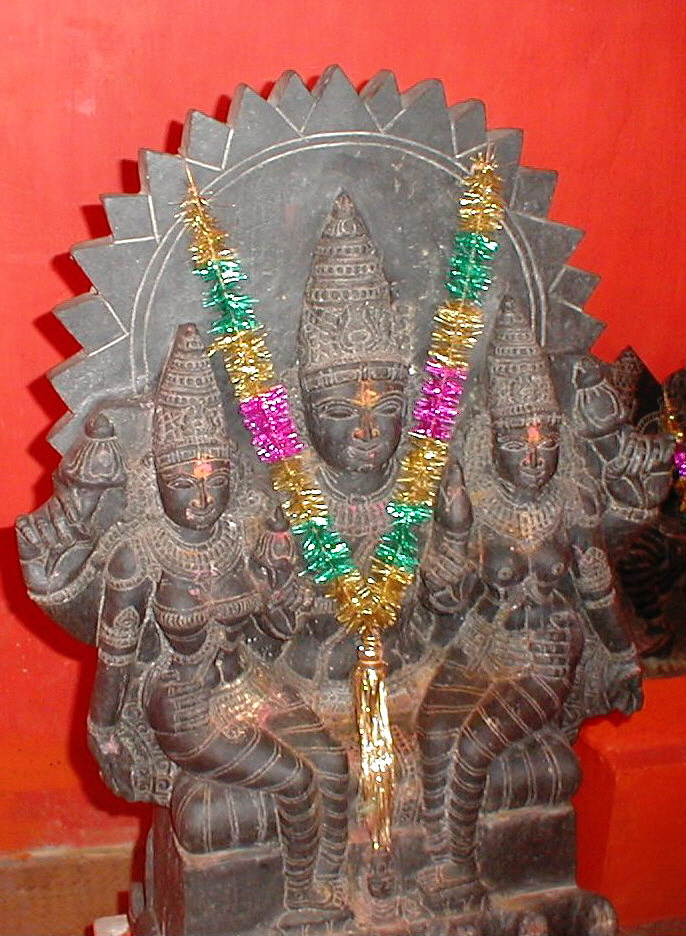
Surya avec deux épouses, Sanjna et Chhaya.

Sa fille, Sanjana, s'est mariée à Sūrya, le dieu solaire.

## Célébrations
La divinité est célébrée tous les ans le 17 septembre, en particulier dans les usines et les zones industrielles.

## Source
- Vishvakarma, sur freeindia